# Carmen (Cotabato)
Carmen (Bayan ng Carmen) är en kommun i Filippinerna. Kommunen ligger på ön Mindanao, och tillhör provinsen Cotabato. Folkmängden uppgår till 45 909 invånare.

## Barangayer
Carmen är indelat i 28 barangayer.
| - Aroman - Bentangan - Cadiis - General Luna - Katanayanan - Kib-Ayao - Kibenes - Kibugtongan - Kilala - Kimadzil - Kitulaan - Langogan - Lanoon - Liliongan | - Lumayong - Macabenban - Malapag - Manarapan - Manili - Nasapian - Palanggalan - Pebpoloan - Poblacion - Ranzo - Tacupan - Tambad - Tonganon - Tupig |